# Toni Peroni
Toni Peroni, geboren als Tony Claessens (Utrecht, 30 november 1959) is een Nederlandse drummer.

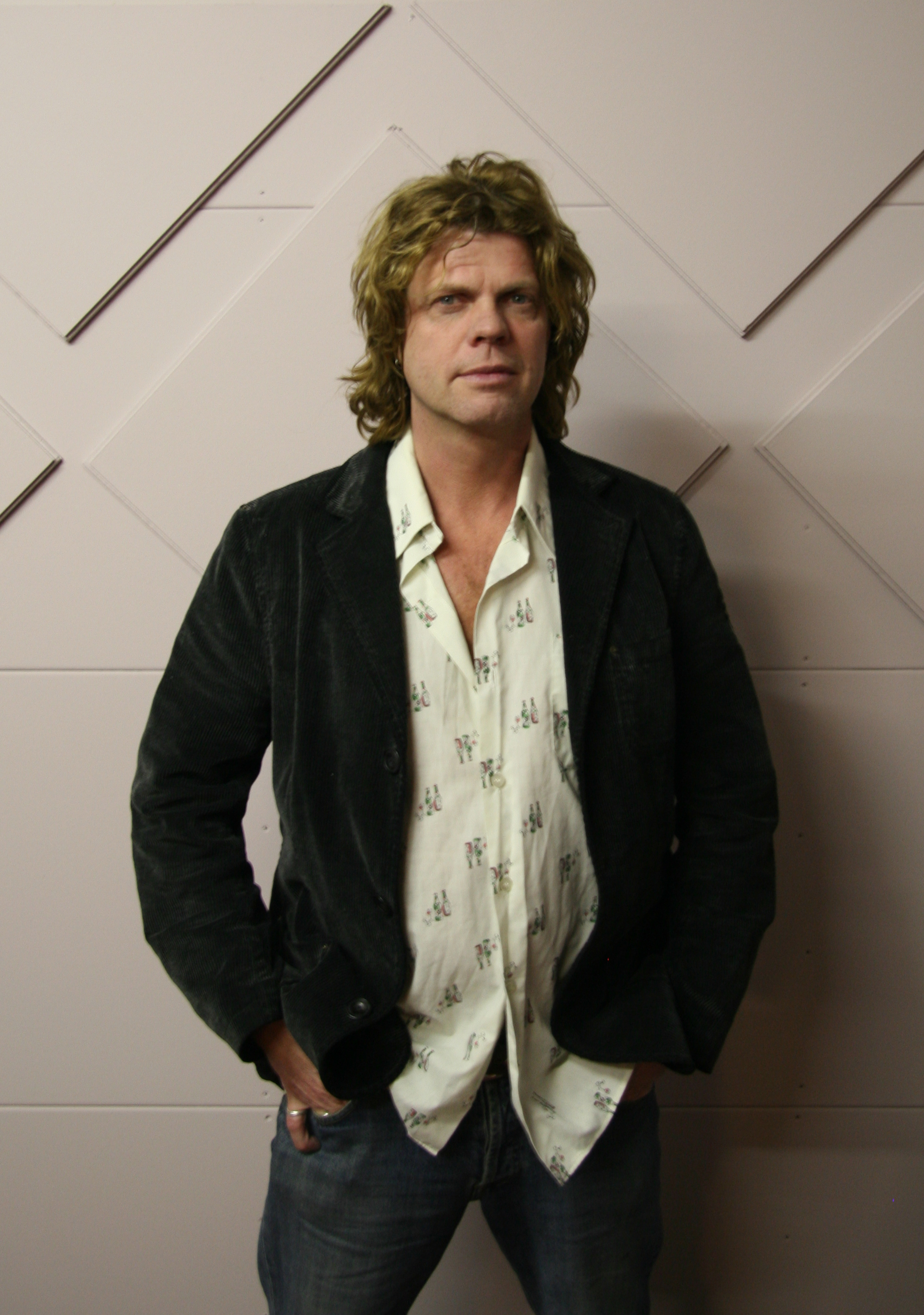
Peroni ca. jaren 1980

Peroni maakt in zijn carrière deel uit van onder meer Secret Sounds en Het Goede Doel. Onder de naam Tony Peroni & His All Stars had hij in 1988 een hit met het nummer KNMI, een parodie op Y.M.C.A. van Village People. Toni Peroni en Linda Dubbeldeman kregen een relatie en hebben samen een zoon. Beiden waren ze eigenaar van de Starsound Studio te Utrecht. In oktober 2004 presenteerde hij op muziekzender The Box het programma Lekker Belangrijk. Bij het ter ziele gaan van die zender werd Peroni benaderd door 3FM voor de 3 Meter Sessies die nu regelmatig in de Starsound Studio opgenomen worden. In 2019 creëerde Toni een band genaamd: The Glamrocks. Als drummer van de band speelt hij nog steeds maandelijks op festivals, radio en de tv. In 2023 maakt hij een carrière switch naar de carnavalswereld. als groot carnavalsliefhebber besloot hij zelf ook een carnavalshit uit te brengen genaamd: "Ik heb zo'n pech".
In 2009 begon Toni met Gerard Vriezen het parodieduo Henk en Gier. In 2010 scheidde hij van Dubbeldeman.

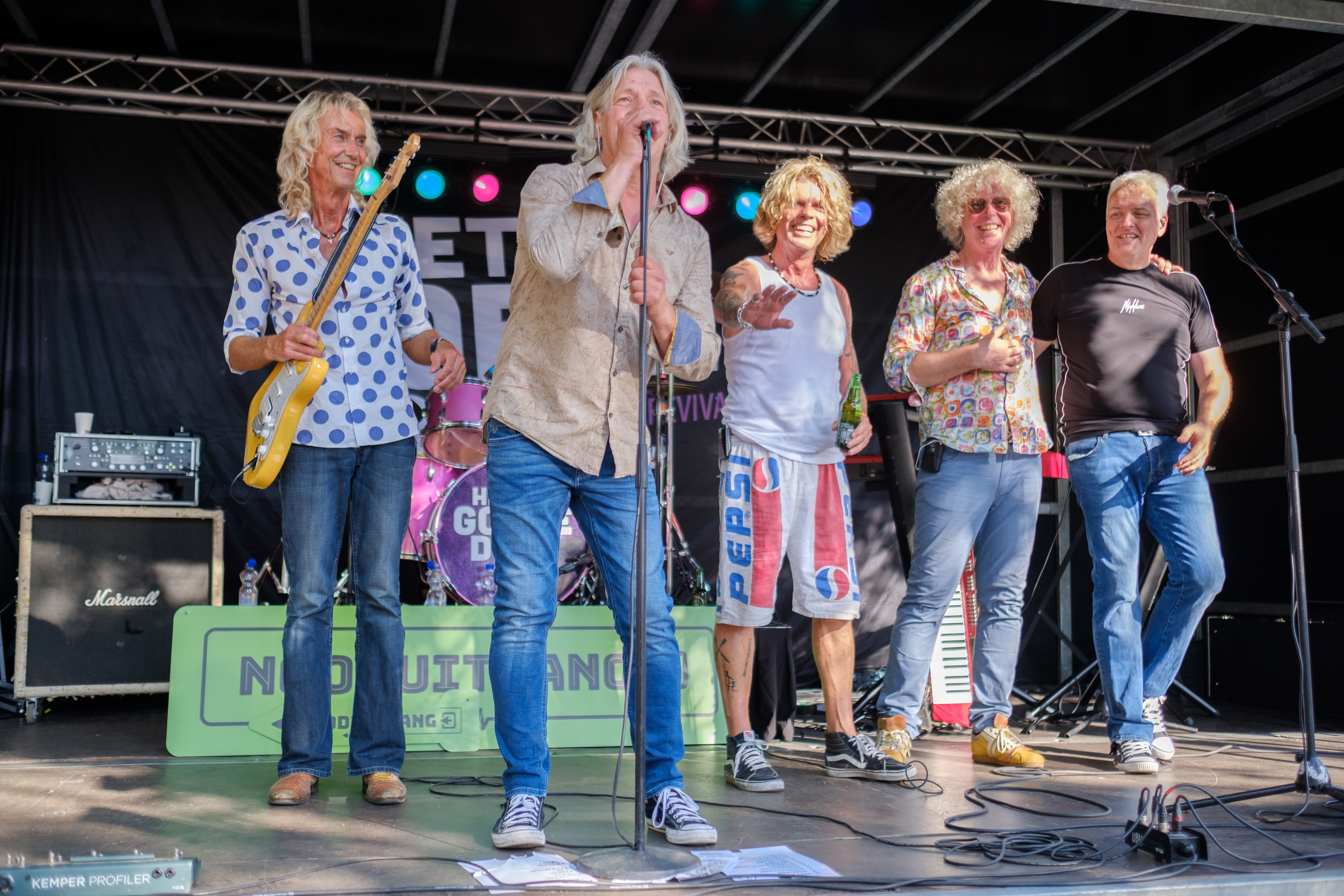
Peroni (midden) met de andere leden van de band Het Goede Doel Revival, 2024

In 2023 deed Toni mee aan de kerstspecial van het televisieprogramma De Alleskunner VIPS, waar hij op de dertiende plaats eindigde.

## Projecten
Naast Het Goede Doel speelde hij ook in onder meer:
- City to City
- Dolly Dots
- Roccoman
- Secret Combination
- Secret Sounds
- Fools Fatal